# Décembre 1794

## Événements
- 5 décembre (15 frimaire an III) : bataille de Trutier.

- 8 décembre (18 frimaire an III), France : retour des soixante-treize Girondins à la Convention.

- 16 décembre (26 frimaire an III), France : exécution de Carrier en place de Grève - Mis en accusation le 27 novembre (7 frimaire an III).

- 24 décembre (4 nivôse an III), France : abolition de la loi du Maximum.

- 24 au 16 décembre (4 nivôse an III au 6 nivôse an III) : bataille de Tiburon.

- 24 décembre - 2 février 1795 (4 nivôse an III - 14 pluviôse an III) : échec de la flotte de la Convention lors de la campagne du Grand Hiver[1].

## Naissances
- 30 décembre : John Edwards Holbrook (mort en 1871), zoologue américain.

## Décès
- 16 décembre (26 frimaire an III) : Jean-Baptiste Carrier, homme politique français, « missionnaire de la Terreur », selon Jules Michelet.